# Lijst van voetbalinterlands Britse Maagdeneilanden - Curaçao
Deze lijst van voetbalinterlands is een overzicht van alle officiële voetbalwedstrijden tussen de nationale teams van de Britse Maagdeneilanden en Curaçao. De landen speelden tot op heden een keer tegen elkaar. Die eerste ontmoeting, een kwalificatiewedstrijd voor het Wereldkampioenschap voetbal 2022, werd gespeeld in Guatemala-Stad (Guatemala) op 5 juni 2021.

## Wedstrijden
| № | Plaats         | Datum       | Competitie           | Wedstrijd                        | Uitslag |
| - | -------------- | ----------- | -------------------- | -------------------------------- | ------- |
| 1 | Guatemala-Stad | 5 juni 2021 | WK 2022 kwalificatie | Britse Maagdeneilanden – Curaçao | 0 – 8   |

## Samenvatting
| Competitie      | Totaal gespeeld | Winst Br. Maagdeneil. | Gelijk | Winst Curaçao | Doelsaldo Br. Maagdeneil. – Curaçao |
| --------------- | --------------- | --------------------- | ------ | ------------- | ----------------------------------- |
| WK-kwalificatie | 1               | 0                     | 0      | 1             | 0 − 8                               |
| Totaal          | 1               | 0                     | 0      | 1             | 0 − 8                               |

BVIFA · A-internationals · vrouwenelftal
Amerikaanse Maagdeneilanden ·
Anguilla ·
Antigua en Barbuda ·
Aruba ·
Bahama's ·
Barbados ·
Bermuda ·
Cuba ·
Curaçao ·
Dominica ·
Dominicaanse Republiek ·
Grenada ·
Guatemala ·
Haïti ·
Kaaimaneilanden ·
Montserrat ·
Puerto Rico ·
Saint Kitts en Nevis ·
Saint Lucia ·
Saint Vincent en de Grenadines ·
Suriname ·
Trinidad en Tobago ·
Turks- en Caicoseilanden
FFK · A-internationals · Curaçaos vrouwenelftal · Olympisch elftal
2011 – 2019 ·
2020 – 2029
2011 · 
2012 · 
2013 · 
2014 · 
2015 ·
2016 ·
2017 ·
2018 ·
2019 ·
2020 ·
2021 ·
2022 ·
2023 ·
2024 ·
2025
Amerikaanse Maagdeneilanden ·
Antigua en Barbuda ·
Argentinië ·
Aruba ·
Bahrein ·
Barbados ·
Bolivia ·
Britse Maagdeneilanden ·
Canada ·
Colombia ·
Costa Rica ·
Cuba ·
Dominicaanse Republiek ·
El Salvador ·
Grenada ·
Guatemala ·
Guyana ·
Haïti ·
Honduras ·
India ·
Indonesië ·
Jamaica ·
Kazachstan ·
Mexico ·
Montserrat ·
Nieuw-Zeeland ·
Nicaragua ·
Panama ·
Puerto Rico ·
Qatar ·
Saint Kitts en Nevis ·
Saint Lucia ·
Saint Vincent en de Grenadines ·
Suriname ·
Trinidad en Tobago ·
Verenigde Staten ·
Vietnam